# Deathsmiles
Deathsmiles (デススマイルズ?, Desusumairuzu) è un videogioco arcade del 2007 sviluppato da Cave. Convertito per Xbox 360, il gioco è stato in seguito distribuito per iOS e Android.